# McPixel
McPixel est un jeu vidéo de puzzle produit indépendamment par le développeur polonais Mikołaj Kamiński (également connu sous le nom de Sos Sosowski) en 2012.

## Système de jeu
Le jeu est centré sur le personnage principal, McPixel, qui parodie à la fois MacGyver et MacGruber. Le jeu comporte de nombreuses références à des personnages de la culture populaire.
L'objectif de McPixel dans le jeu est de désamorcer des bombes ou de "sauver la journée" en 20 secondes à chaque niveau. Il y a quatre chapitres dans le jeu, chacun avec trois niveaux et un niveau à débloquer. Chaque niveau contient six séquences. La plupart du temps, McPixel désamorce des bombes de manière absurde.

## Réception
McPixel a reçu des critiques positives, avec un score critique de 76/100 sur Metacritic pour la version PC, et un score critique de 83/100 pour la version iOS. The Verge a attribué au jeu une note de 8 sur 10, déclarant que « McPixel est un pas de plus, une parodie de parodie. Mais c'est plus étrange, plus grossier, plus drôle et bien plus blasphématoire".
Le créateur et développeur du jeu, Mikolaj "Sos" Kamiński, avait déclaré : "La plus grande force qui attirait l'attention sur McPixel à l'époque était des vidéos "Let's Play". Principalement par Jesse Cox et PewDiePie". Sos a promu la distribution de son jeu sur The Pirate Bay pour le commercialiser,. Il a découvert que McPixel était disponible en torrent à partir d'un message Reddit. En raison de cet événement, McPixel est devenu le premier jeu à être approuvé par The Pirate Bay.
En septembre 2012, McPixel s'était vendu à 3 055 exemplaires. Le jeu a également été le premier à sortir via Steam Greenlight.
Du 15 au 22 août 2013, McPixel a figuré aux côtés de quatre autres jeux dans la vente hebdomadaire Humble Bundle ("Hosted by PewDiePie "), qui s'est vendue à 189 927 unités.

## Suite
Une suite intitulée McPixel 3 a été annoncée le 17 février 2022.